# Никитин, Максим Константинович
Максим Константинович Никитин (укр. Максим Костянтинович Нікітін; род. 5 октября 1994, Харьков) — украинский фигурист, выступающий в танцах на льду в паре с Александрой Назаровой. Вместе они чемпионы зимней Универсиады 2017 года, бронзовые призёры юниорского чемпионата мира (2015 год), вице-чемпионы I зимних юношеских Олимпийских игр, трёхкратные чемпионы Украины (2015, 2017 и 2018 годов), победители первенства Украины среди юниоров (2012 года).
По состоянию на 10 июля 2018 года пара занимают 19-е место в рейтинге Международного союза конькобежцев (ИСУ).

## Биография
Максим Никитин родился 5 октября 1994 года в Харькове. В 2012 году начал обучение в Харьковской государственной академии физической культуры.

## Спортивная карьера

### Юниорский период
В начале карьеры Максим Никитин занимался одиночным катанием. Впоследствии тренер Галина Чурилова поставила его в пару с Александрой Назаровой, которая тоже была одиночницей. На международной арене они дебютировали на юниорских этапах Гран-при осенью 2010 года.
Главным достижением пары на юношеском уровне была серебряная награда на первых юношеских Олимпийских играх, состоявшихся в 2012 году в Инсбруке, Австрия. На командных соревнованиях в Инсбруке вместе с французским одиночником Тимофеем Новакиным и эстонской одиночницей Синдрой Крииса им немного не хватило до бронзовой медали, при этом сами украинские танцоры и финишировали в своём разряде первыми.
На следующий сезон Никитин и Назарова возобновили выступления в юниорских Гран-при. Весьма неплохо они выступили на этапах в Хорватии и Австрии, где финишировали пятыми. В начале декабря украинцы выиграли юниорский турнир в Венгрии, а затем — национальное первенство среди юниоров. Это дало им право выступить на чемпионате мира среди юниоров в Италии. На дебютном для них мировом первенстве пара не сумела удержать две квоты для украинской федерации и в итоге заняла место во втором десятке. В конце этого сезона, после чемпионата в Милане, Галина Чурилова предложила им перейти под руководство Александра Жулина и Олега Волкова и переехать в Москву для дальнейшего спортивного развития.
На юниорских этапах Гран-при следующего сезона украинские фигуристы выиграли две серебряные медали в Эстонии и Польше, что позволило им уверенно выйти в юниорский финал Гран-при в японском городе Фукуока. В декабре на самом финале они финишировали пятыми. В марте 2014 года украинцы в очередной раз приняли участие на чемпионате мира среди юниоров в Софии. В Болгарии фигуристы вошли в пятёрку и вернули Украине двойную квоту на следующий сезон.
Осенью 2014 года фигуристы стартовали на двух юниорских этапах Гран-при. В Эстонии они выиграли бронзовую медаль, а в Чехии финишировали рядом с пьедесталом. Однако эих результатов было недостаточно для выхода в финал Гран-при.

### Взрослый период
В конце ноября 2014 года спортсмены начали выступления на взрослом уровне. Украинцы приняли участие в Кубке Варшавы и выиграли серебряные медали. Через две недели танцоры стартовали на Золотом коньке Загреба, где немного не дотянули до пьедестала. Сразу после этого они, дебютировав на национальном первенстве, стали чемпионами Украины. В январе 2015 года состоялся их дебют на континентальном чемпионате в Стокгольме. Он был удачным: они финишировали рядом с десяткой. В марте они стартовали на юниорском чемпионате мира в Таллине и выиграли бронзовые награды. В конце марта они впервые участвовали на мировом чемпионате в Шанхае, на котором они вышли в финальную часть и финишировали в середине второй десятки.

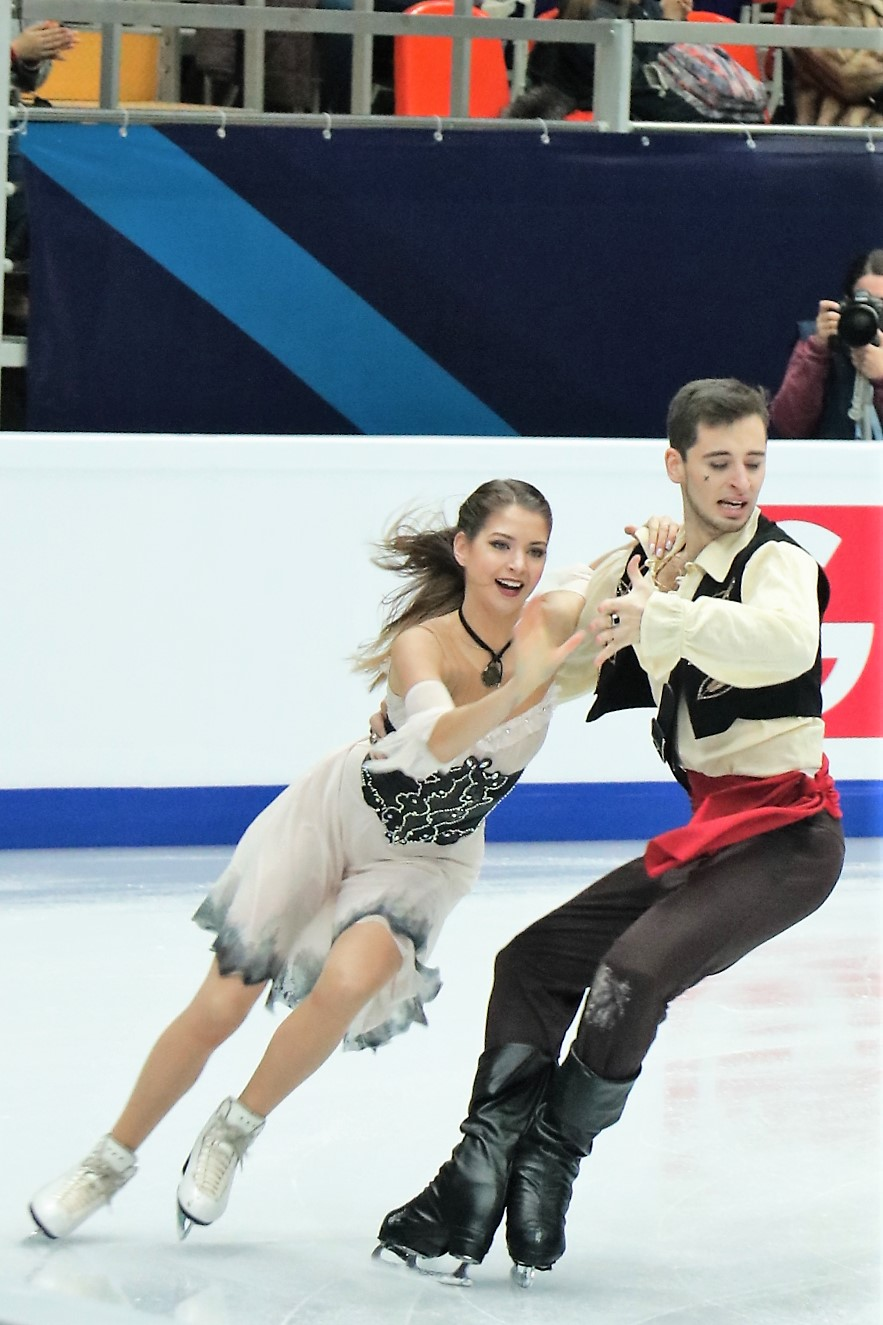
Александра Назарова / Максим Никитин на чемпионате Европы по фигурному катанию 2018.

Новый сезон Александра и Максим начали в Солт-Лейк-Сити на турнире серии «Челленджер» International Figure Skating Classic, где финишировали четвёртыми. В октябре пара дебютировала во взрослой серии Гран-при на американском этапе в Милуоки, где они заняли предпоследнее место. Далее они выступили в Эстонии на Кубке Таллина, где замкнули шестёрку. Из-за травм им не удалось принять участие в национальном чемпионате, и по той же причине они пропустили и европейское первенство. Однако пара сумела восстановиться к концу марта 2016 года и принять участие на мировом чемпионате в Бостоне.
Перед началом сезона 2016-17 они завершили работу с Александром Жулиным и перешли под руководство Игоря Шпильбанда. В Ницце на Кубке Ниццы они выиграли бронзовую медаль с новыми тренерами. Затем последовало выступление в серии Гран-при в Париже на французском этапе, где они заняли место в середине турнирной таблицы. Через две недели они стартовали в Минске на международном турнире и выиграли его. Далее последовал Золотой конёк в Загребе, на котором они финишировали в шестёрке. На чемпионате Украины 2016 года через неделю они вернули себе титул национальных чемпионов после годичного перерыва. На чемпионате Европы в январе 2017 года в Остраве они улучшили все свои прежние спортивные достижения и сумели завоевать для украинской федерации две квоты на следующий чемпионат, заняв итоговое 9-е место. Через неделю в Алма-Ате на XXVIII зимней Универсиаде украинские танцоры выиграли «золото». В конце марта фигуристы выступили на мировом чемпионате в Хельсинки, где сумели квалифицироваться на Олимпийские игры и прошли в финал для исполнения произвольной программы, попутно улучшив все свои прежние спортивные достижения.

### Олимпийский сезон

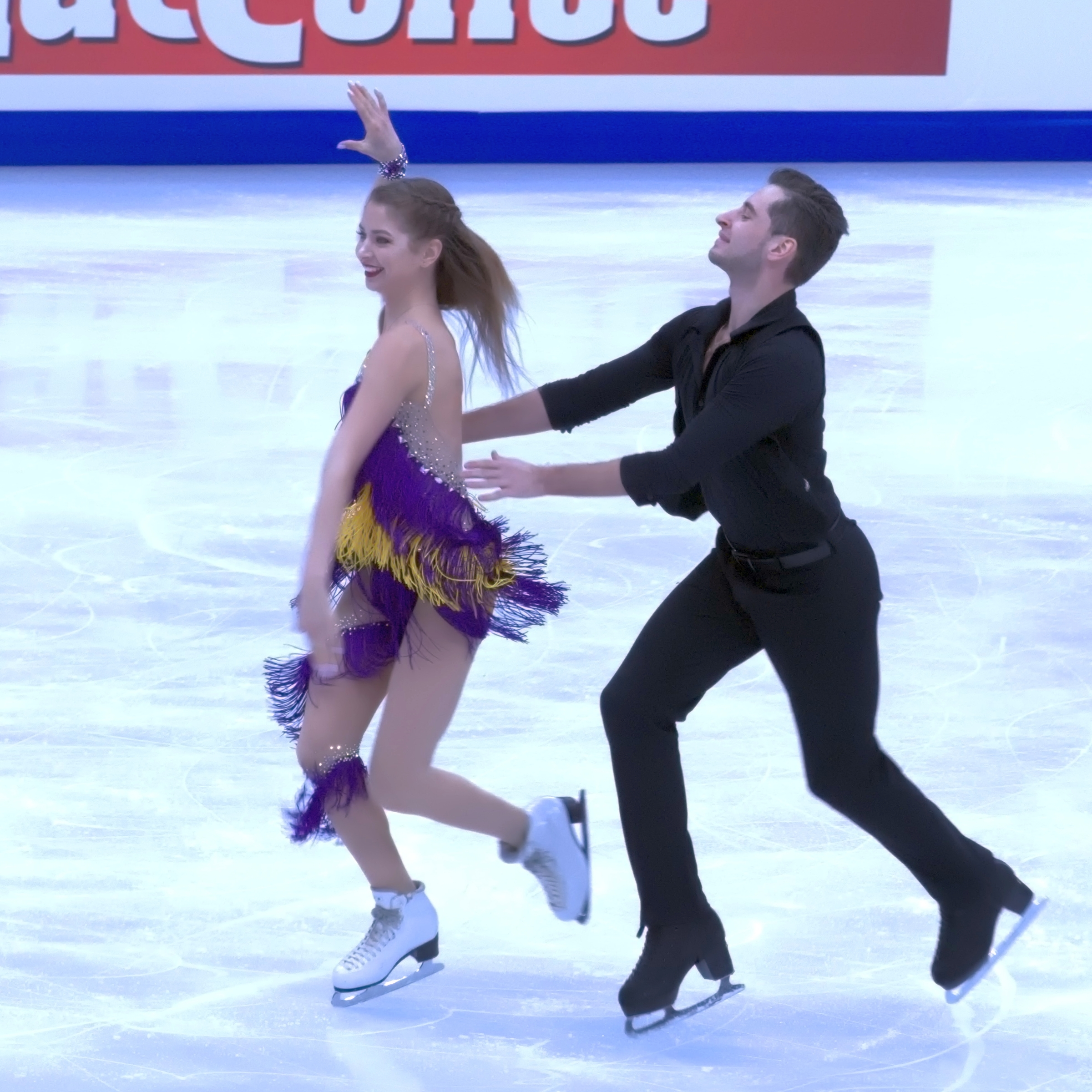
Назарова и Никитин на чемпионате Европы в Москве (2018)

В сентябре украинская пара начала олимпийский сезон в Бергамо на Кубке Ломбардии, выиграв бронзовые медали. Не совсем удачным было выступление в середине октября в Ницце на Кубке города, где пара финишировала в пятёрке. Через две недели они выступали на турнире серии «Челленджер» в Минске, где финишировали рядом с пьедесталом. Им удалось незначительно улучшить свои прежние достижения в сумме и произвольной программе. Через три недели фигуристы приняли участие в японском этапе серии Гран-при, где финишировали в середине турнирной таблицы. Им также удалось улучшить свои прежние достижения в сумме и произвольном танце. В середине ноября пара удачно выступила в Варшаве на Кубке города, на котором они стали бронзовыми призёрами. Через месяц в столице своей страны они в третий раз стали чемпионами страны. В середине января пара выступила на континентальном чемпионате в Москве где они сумели финишировать только во второй десятке. В середине февраля в Канныне на личном турнире Олимпийских игр украинские танцоры выступили не очень удачно, они даже не прошли в финальную часть. Ещё через месяц они выступали в Милане на мировом чемпионате, где финишировали в середине второй десятки.

## Спортивные достижения
с Александрой Назаровой
| Соревнования/Сезон                                    | 2010—2011 | 2011—2012 | 2012—2013 | 2013—2014 | 2014—2015 | 2015—2016 | 2016—2017 | 2017—2018 |
| ----------------------------------------------------- | --------- | --------- | --------- | --------- | --------- | --------- | --------- | --------- |
| Зимние Олимпийские игры. Индивидуальные соревнования  |           |           |           |           |           |           |           | 21        |
| Чемпионат мира                                        |           |           |           |           | 17        | 19        | 15        | 15        |
| Чемпионат Европы                                      |           |           |           |           | 11        |           | 9         | 11        |
| Этапы Гран-при: Skate America                         |           |           |           |           |           | 7         |           | 6         |
| Этапы Гран-при: Trophée de France                     |           |           |           |           |           |           | 7         |           |
| Этапы Гран-при: NHK Trophy                            |           |           |           |           |           |           |           | 6         |
| Золотой конёк Загреба                                 |           |           |           |           | 4         |           | 6         |           |
| Трофей Таллина                                        |           |           |           |           |           | 6         |           |           |
| U.S. Classic                                          |           |           |           |           |           | 4         |           |           |
| Кубок Варшавы                                         |           |           |           |           | 2         |           |           | 3         |
| Кубок Ломбардии                                       |           |           |           |           |           |           |           | 3         |
| Зимние Универсиады                                    |           |           |           |           |           |           | 1         |           |
| Международный Кубок Ниццы                             |           |           |           |           |           |           | 3         | 5         |
| Минск-Все звёзды                                      |           |           |           |           |           |           | 1         | 4         |
| Чемпионат мира (юниоры)                               |           |           | 11        | 5         | 3         |           |           |           |
| Юношеские Олимпийские игры                            |           | 2         |           |           |           |           |           |           |
| Юношеские Олимпийские игры командные соревнования     |           | 4/1       |           |           |           |           |           |           |
| Юниорский финал Гран-при                              |           |           |           | 5         |           |           |           |           |
| Юниорский этап Гран-при: Австрия                      | 11        |           | 5         |           |           |           |           |           |
| Юниорский этап Гран-при: Хорватия                     |           |           | 5         |           |           |           |           |           |
| Юниорский этап Гран-при: Чехия                        |           |           |           |           | 4         |           |           |           |
| Юниорский этап Гран-при: Эстония                      |           |           |           | 2         | 3         |           |           |           |
| Юниорский этап Гран-при: Польша                       |           |           |           | 2         |           |           |           |           |
| Юниорский этап Гран-при: Великобритания               | 7         |           |           |           |           |           |           |           |
| Кубок Volvo                                           |           |           |           | 2 юн.     |           |           |           |           |
| Трофей СР-В                                           | 10 юн.    | 5 юн.     | 7 юн.     |           |           |           |           |           |
| Кубок Santa Cup                                       |           | 8 юн.     | 1 юн.     |           |           |           |           | 1         |
| Чемпионат Украины                                     |           |           |           |           | 1         | WD        | 1         | 1         |
| Первенство Украины по фигурному катанию среди юниоров |           |           | 1         |           |           |           |           |           |

- юн. — выступали в юниорском разряде.
- WD — фигуристы снялись с соревнований.